# Episodi di Sakura-sō no pet na kanojo

I personaggi principali della serie nella prima sigla iniziale

Questa è la lista degli episodi dell'anime Sakura-sō no pet na kanojo, prodotto da J.C.Staff e diretto da Atsuko Ishizuka.
La serie è composta da 24 episodi trasmessi in Giappone da Tokyo MX dal 9 ottobre 2012 al 26 marzo 2013. I diritti per la pubblicazione nel Nord America sono stati acquisiti da Sentai Filmworks. La serie è stata trasmessa in streaming in simulcasting sul sito di Crunchyroll.
In Italia la serie è inedita.

## Lista episodi
| Nº | Titolo italiano (traduzione letterale) Giapponese 「Kanji」 - Rōmaji | In onda          | In onda |
| Nº | Titolo italiano (traduzione letterale) Giapponese 「Kanji」 - Rōmaji | Giapponese       |         |
| 1  | Gatta, bianca, Mashiro 「ねこ・しろ・ましろ」 - Neko ・ Shiro ・ Mashiro | 9 ottobre 2012   |         |
| 1  | Sorata Kanda è un ragazzo che è stato espulso dal dormitorio della scuola Suimei perché aveva con sé una gatta che gli era stata affidata da Nanami Aoyama, sua amica d'infanzia e compagna di classe. Dopo questo evento alloggia al Sakura-sō, un dormitorio frequentato da studenti bizzarri o problematici; qui può tenere la sua gatta e portare altri gatti abbandonati che ha trovato per strada. All'inizio del suo secondo anno di superiori la professoressa Chihiro Sengoku — insegnante della Suimei e responsabile del Sakura-sō — gli chiede di prendersi cura di Mashiro Shiina, sua cugina che rientra dall'Inghilterra perché vuole diventare una mangaka e che alloggerà al Sakura-sō. Sorata scoprirà ben presto di trovarsi davanti a un duro compito: Mashiro è una bravissima disegnatrice ma non riesce a prendersi cura di sé e rischierebbe di non svegliarsi in tempo o di andare a scuola senza indossare la biancheria intima se nessuno la controllasse. |                  |         |
| 2  | Ho dipinto quadri 「絵を描いてきたの」 - E o kaitekita no | 16 ottobre 2012  |         |
| 2  | Sorata tenta di convincere gli inquilini del Sakura-so a organizzare dei turni per occuparsi di Mashiro, ma tutti lo ignorano lasciando la ragazza sotto la sua responsabilità. Mashiro continua a comportarsi in maiera ingenua come una bambina; quando Sorata le chiede cosa abbia fatto finora Mashiro risponde: «Ho dipinto quadri». Nanami fraintende una frase di Mashiro, crede che Sorata stia insieme a lei ed è arrabbiata con il ragazzo; dopo le lezioni Mashiro si reca al negozio dove Nanami lavora part-time per spiegarle che Sorata è il primo ragazzo di cui è diventata amica perché in Inghilterra frequentava solo ragazze. Dopo una notte turbolenta al Sakura-so — Misaki tenta di sedurre Jin e Mashiro pretende che Sorata si spogli davanti a lei per studiare l'anatomia del corpo maschile — Sorata scopre che Mashiro è una pittrice di fama internazionale. |                  |         |
| 3  | Così vicino e così lontano... 「近すぎて遠い…」 - Chikasugite tooi... | 23 ottobre 2012  |         |
| 3  | Sorata vuole andarsene dal Sakura-sō e Jin si offre di prendersi cura di Mashiro al suo posto. La domenica successiva Mashiro — che aveva chiesto a Sorata di uscire con lei per darle una mano per il suo manga — ha un appuntamento con Jin. La notizia scatena il panico in Misaki, che convince Sorata a seguirla per spiare le mosse di Mashiro e Jin. Dopo vari pedinamenti scoprono che Jin, dopo aver acquistato un regalo per una persona che sente vicina e lontana allo stesso tempo, sta per portare Mashiro in un love hotel; mentre Misaki se ne torna a casa in lacrime Sorata affronta Jin che lo colpisce con un pugno. Quando Sorata si sveglia è in camera con Mashiro: la ragazza è entrata nell'albergo solo per disegnare l'arredamento della stanza, e confida a Sorata che Jin aveva previsto che sarebbe venuto da lei. La mattina successiva Mashiro — che aveva ascoltato una chiamata tra Jin e Sorata — chiede al ragazzo se voglia veramente lasciare il Sakura-sō |                  |         |
| 4  | Un mondo dai cangianti colori 「色を変える世界」 - Iro o kaeru sekai | 30 ottobre 2012  |         |
| 4  | Sorata sta per lasciare il Sakura-sō, mentre Mashiro lavora duramente al manga che dovrà presentare al concorso per mangaka. La sera di tanabata si tiene una grande festa al Sakura-sō; in tarda serata Mashiro apprende da Ayano che il suo manga è stato scartato. La ragazza si isola nella sua camera e Sorata, di ritorno da scuola, ha un colloquio con Ayano. La donna spiega a Sorata che Mashiro è bravissima a disegnare, ma non riesce a scrivere delle storie interessanti: il suo lavoro si ispirava agli eventi vissuti al Sakura-sō (con lei e Sorata a parti invertite), ma da quando ha appreso che lui vuole andarsene ha dato alla storia un finale affrettato. Ayano chiede a Sorata di convincere Mashiro a cambiare il finale, perché così il suo manga sarà pubblicato. Sorata comprende che non può abbandonare Mashiro e lasciare il Sakura-sō: una volta a casa si accorge che Mashiro ha già cambiato il finale del manga, che si basa ora sulla sua permanenza al Sakura-sō. |                  |         |
| 5  | La ragazza seria del Sakura-sō 「さくら荘のまじめな彼女」 - Sakura-sō no majime na kanojo | 6 novembre 2012  |         |
| 5  | Sorata suggerisce a Nanami di trasferirsi al Sakura-sō per risparmiare sull'affitto; la ragazza non può contare sull'aiuto dei genitori — che non approvano la sua scelta di diventare una doppiatrice — e accetta la proposta di Sorata che le permetterà anche di capire il rapporto che c'è tra il ragazzo e Mashiro. Quando Nanami arriva al Sakura-sō si accorge che Sorata aiuta Mashiro a badare a se stessa. Nanami pensa che sarebbe più indicata una ragazza per il compito, e si offre di prendersi cura di Mashiro al posto di Sorata. In questo modo il ragazzo riesce a prepararsi per la prova di ammissione a un corso per game designer, ma Nanami ha grosse difficoltà a portare avanti tutti i suoi impegni. Una sera Sorata trova Nanami addormentata nel soggiorno; la ragazza deve prepararsi per un test alla scuola di doppiaggio e Sorata, per aiutarla, si offre di fare le pulizie al Sakura-sō al suo posto. Nanami si arrabbia e, con uno scatto di orgoglio, lo spedisce fuori dal soggiorno. |                  |         |
| 6  | Il blu dopo la pioggia 「雨あがりの青」 - Ame agari no ao | 13 novembre 2012 |         |
| 6  | Si avvicina il test di Nanami, e la ragazza è sempre più affaticata. Il giorno dell'audizione Nanami crolla in preda alla febbre mentre sta uscendo di casa; gli inquilini del Sakura-sō pensano che farebbe bene a rimanere a letto, ma Mashiro fa capire a tutti che Nanami dovrebbe essere libera di andare a fare il test per l'impegno che ci ha messo. Nanami decide quindi di andare: Sorata e Mashiro l'accompagnano e attendono la fine dell'audizione. Dopo un paio d'ore Nanami termina la sua prova: è debole e la febbre le ha fatto fallire il test. Mentre i ragazzi attendono un taxi sotto la pioggia Nanami capisce che Sorata le offriva il suo aiuto perché si era accorto che non sarebbe riuscita a sostenere i ritmi che si era imposta; la ragazza scoppia a piangere e lo ringrazia per il suo supporto. La mattina successiva Sorata porta la colazione a Nanami; quando entra nella camera vede che Mashiro — che si sente responsabile dell'accaduto — è stata sempre al fianco di Nanami. Dopo l'accaduto Nanami accetta l'aiuto di Sorata, e lascia che sia lui a occuparsi di Mashiro. |                  |         |
| 7  | Lei attacca 「彼女のきょうしゅう」 - Kanojo no kyōshū | 20 novembre 2012 |         |
| 7  | Al Sakura-sō arriva Yūko, la sorella minore di Sorata. La ragazzina è gelosa del fratello, e non vedendolo rientrare a Fukuoka per le vacanze estive è andata a trovarlo per accertarsi che non avesse relazioni con altre ragazze. Quando Yūko scopre che al Sakura-sō ci sono molte ragazze e vede il comportamento di Mashiro la sua gelosia aumenta, e tenta di convincere il fratello a tornare con lei. Sorata le dice che non può lasciare Tokyo, e Yūko gli propone di uscire con lei "come se fosse un appuntamento". Le parole di Yūko scatenano la gelosia di Mashiro e Nanami, che si aggregano ai due fratelli nel loro giro turistico. La giornata è molto movimentata, soprattutto a causa dei battibecchi tra Mashiro e Yūko; al pomeriggio Sorata e Nanami si accorgono di aver perso di vista Mashiro e Yūko tra la folla presente al matsuri. Yūko è disperata, ma Mashiro la tranquillizza dicendole che Sorata sarebbe venuto da loro presto. Le sue parole si realizzano, e in tarda serata il gruppo rientra a casa esausto ma felice. L'indomani Yūko torna a casa: alla stazione dice a Sorata che dopo le medie frequenterà l'istituto Suimei e si trasferirà al Sakura-sō per tenerlo d'occhio. |                  |         |
| 8  | Grandi fuochi d'artificio 「どでかい花火をあげてみる」 - Dodekai hanabi o agetemiru | 27 novembre 2012 |         |
| 8  | Sorata riceve due lettere: una gli comunica che ha superato la selezione per la prova di ingresso al corso di game designer e dovrà tenere una presentazione, mentre l'altra è un biglietto con le parole "Cos'è l'amore?". Il ragazzo scopre che Mashiro è l'autrice del biglietto: Ayano le ha chiesto di inserire nel suo manga una storia d'amore e vorrebbe che Sorata la facesse innamorare per scrivere una storia reale. Vedendo che Sorata non risponde Mashiro chiede a Nanami se può spiegarle cos'è l'amore. Nei giorni successivi Sorata lavora duramente per preparare la sua relazione; il 31 agosto si reca alla prova, portando con sé un portafortuna che gli ha donato Mashiro. Sorata non supera il test ed è depresso, anche perché Mashiro gli ha detto che il suo manga verrà prodotto. Misaki organizza una festa alla piscina della scuola; la serata scorre felice fino a quando un guardiano non scopre i ragazzi facendoli scappare. Durante la fuga Nanami cerca di consolare Sorata, che le risponde che cercherà di realizzare il suo sogno superando tutte le difficoltà. Una volta al Sakura-sō Nanami dice a Mashiro di poter rispondere alla sua domanda su cosa sia l'amore. |                  |         |
| 9  | L'arrivo di una tempesta autunnale 「秋の嵐がやってきた」 - Aki no arashi ga yattekita | 4 dicembre 2012  |         |
| 9  | Al Sakura-sō giunge Rita Ainsworth, la ragazza che in Inghilterra condivideva la camera con Mashiro. Rita è venuta per convincere Mashiro a riprendere a dipingere e ha intenzione di portarla con lei. Mashiro vuole rimanere in Giappone e mette alla porta Rita; Sorata si offre di ospitare Rita, e Mashiro inizia a trattarlo come un suo nemico. La presenza di Rita scombina il Sakura-sō, anche perché la ragazza dorme in camera di Sorata e si comporta come se fosse la sua fidanzata. Una sera Mashiro chiede a Rita di dormire nella sua stanza; la ragazza accetta, ma pone una condizione: la domenica successiva Sorata dovrà uscire con lei. Giunge il giorno dell'appuntamento e Rita porta Sorata in un albergo; il ragazzo è imbarazzatissimo, quando si accorge che Mashiro e Nanami li hanno seguiti. L'albergo ospita una mostra di arte moderna e Rita conduce tutti davanti all'ultimo quadro dipinto da Mashiro prima di tornare in Giappone. Rita chiede a Sorata cosa pensi dell'opera; il ragazzo, vicino alla sindrome di Stendhal, pensa che Mashiro dovrebbe seguire il consiglio di Rita: lasciar perdere i manga e riprendere a dipingere. |                  |         |
| 10 | Odia, odia, ama 「キライキライ、ダイスキ」 - Kirai kirai, daisuki | 11 dicembre 2012 |         |
| 10 | Sorata è a capo di un progetto che gli studenti del Sakura-sō vogliono presentare al festival culturale della Suimei: un videogame ispirato a un anime ideato da Misaki dove il pubblico controlla il gioco con dei gesti (alzare le braccia o applaudire). Ryūnosuke fa notare che non riusciranno a completarlo in tempo; Sorata pensa di chiedere aiuto a Rita, l'unica persona abile nel disegno che accetterebbe di unirsi al progetto. Una sera, davanti al cancello del Sakura-sō, il gruppo di studenti incontra Rita: Sorata approfitta dell'occasione per chiederle di aiutarli ma lei rifiuta, spiegando che odia dipingere. Rita racconta che lavorando insieme a Mashiro si è resa conto di non poter competere con lei e ha perso la passione che metteva nei suoi quadri; per questo motivo ha spinto l'amica a dedicarsi ai manga. Ryūnosuke, con modi bruschi, fa notare a Rita che ha dato più importanza a cosa pensavano gli altri rispetto ai suoi desideri. Mentre Rita scappa piangendo Mashiro si rende conto di non essersi accorta di cosa provava l'amica; sotto la pioggia lei, Sorata e Nanami vanno a cercarla. I ragazzi trovano Rita che, dopo aver parlato con Sorata, si riappacifica con Mashiro e decide di lavorare insieme a lei al videogame. |                  |         |
| 11 | Gatto galattico Nyaboron 「銀河猫にゃぼろん」 - Ginga neko Nyaboron | 18 dicembre 2012 |         |
| 11 | Inizia il festival culturale della Suimei, e il gruppo del Sakura-sō è impegnato su più fronti visto che oltre a portare avanti il progetto del videogame devono partecipare alle attività organizzate dalla loro classe. Mentre Sorata, Nanami, Jin e Misaki sono a scuola Rita è nella camera di Ryūnosuke a disegnare mentre tenta di farsi spiegare dal ragazzo perché odii le donne. Durante la cena Sorata si trova a sentire una telefonata di Rita: la ragazza parla con il padre di Mashiro e sembra dirgli che riporterà la figlia in Inghilterra al termine del festival. Sorata, la sera che precede la presentazione al pubblico, propone una modifica al videogame per coinvolgere maggiormente gli spettatori. Misaki e gli altri ragazzi approvano l'idea: il gruppo, dopo una estenuante serata, riesce a completare le modifiche poche ore prima della presentazione. Mentre tutti vanno a dormire Sorata riceve una mail da Mashiro: la ragazza è davanti alla porta della sua camera e, entrando nella stanza, gli chiede di farle compagnia mentre si addormenta. |                  |         |
| 12 | Il potere dell'amore al festival culturale 「愛のパワーin文化祭」 - Ai no pawā in bunkasai | 25 dicembre 2012 |         |
| 12 | Dopo i pochi momenti di riposo — che Mashiro trascorre dormendo accanto a Sorata — i ragazzi del Sakura-sō mettono in scena il loro lavoro. Gli spettatori sono entusiasti all'inizio ma reagiscono freddamente quando scoprono che per completare il gioco dovranno esprimere i loro sentimenti davanti a tutti. Sorata inizia a credere di aver fallito quando Mashiro, da dietro le quinte, grida "Grazie di tutto!". A lei si uniscono Misaki, Rita e Sorata, che riescono a convincere gli spettatori a lasciarsi andare; lo spettacolo termina nel tripudio generale, e Sorata è felice per il risultato. Al momento di rientrare al Sakura-sō Nanami si accorge che Rita e Mashiro sono sparite: dopo una folle corsa in auto il gruppo giunge all'aeroporto. Sorata, appena vede Mashiro, corre ad abbracciarla gridandole in lacrime di non lasciare il Sakura-sō; la ragazza, un po' imbarazzata, dice che è lì solo per accompagnare Rita e che non ha intenzione di andarsene. Mentre Misaki, Nanami e Jin salutano l'aereo dove si è imbarcata Rita Mashiro, emozionata per le parole di Sorata e per il suo abbraccio, confida al ragazzo di avere capito cos'è l'amore. |                  |         |
| 13 | A due passi dall'inverno 「冬の一歩手前で」 - Fuyu no ippo temae de | 8 gennaio 2013   |         |
| 13 | Dopo il festival scolastico Misaki — che ha ricevuto in dono da Jin una collana — cerca di conquistare il suo amato preparandogli il bentō e tentando di dichiarargli il suo amore. Mashiro, prendendo spunto da Misaki, vuole cucinare per Sorata: il ragazzo tenta di dissuaderla, ma vista l'insistenza di Mashiro inizia a insegnarle a maneggiare gli utensili. Mentre la ragazza taglia un cetriolo si ferisce alla mano destra; Chihiro suggerisce alla ragazza di informare l'editor per segnalare eventuali problemi nella realizzazione del manga. Ayano, dopo aver rassicurato tutti, chiede a Sorata se si sia accorto di un cambiamento nel carattere di Mashiro; anche lui ha visto che la ragazza tende a isolarsi meno nel suo mondo ma, con imbarazzo, dice di preferire la prima Mashiro. Misaki chiede a Sorata e Nanami di aiutarla a conquistare Jin: la vigilia di Natale vuole che il Sakura-sō sia a sua completa disposizione. Mentre Sorata torna nella sua camera Nanami lo invita a uscire con lei per assistere a uno spettacolo che si tiene la vigilia di Natale. Sorata accetta, anche perché ha appena bisticciato con Mashiro che voleva continuare a cucinare per lui tralasciando il manga; il ragazzo però ha ricevuto da Ayano un invito alla festa organizzata dalla casa editrice e non riesce a parlarne a Mashiro e Nanami.                                                                                              |                  |         |
| 14 | Vetrine e luci alla vigilia di Natale 「イヴの窓辺とそれぞれの灯り」 - Ivu no madobe to sorezore no akar | 15 gennaio 2013  |         |
| 14 | Mashiro si è accorta che Sorata è arrabbiato con lei e cerca di scusarsi; i suoi tentativi sono vani perché Sorata reagisce bruscamente ogni volta che tenta di parlargli. Al Sakura-sō ci si organizza per la vigilia di Natale: Mashiro andrà alla festa dell'editor, Sorata e Nanami allo spettacolo e dopo una cena riporteranno Mashiro a casa e Ryūnosuke uscirà per lasciare il dormitorio a completa disposizione di Misaki e Jin. Il 24 dicembre Sorata accompagna Mashiro alla festa; lungo il viaggio non riesce a trovare la forza per scusarsi. Nanami raggiunge Sorata; dopo lo spettacolo la ragazza dice che se non supererà un test di ammissione che si terrà a febbraio sarà costretta a rientrare a Osaka. Sorata riceve una telefonata da Ayano: Mashiro non è più alla festa e chiede se sia con lui. Il ragazzo, dopo un'affannosa ricerca, trova Mashiro seduta in un parco con i piedi nudi nella neve e con un regalo per lui. Sorata abbraccia Mashiro e, mentre la stringe a sé dicendole che lo aveva fatto preoccupare, riesce a scusarsi con lei. Quando Nanami, Sorata e Mashiro tornano a casa trovano Misaki in lacrime: Jin, dopo averle detto di amarla, ha rifiutato la sua proposta di mettersi insieme. |                  |         |
| 15 | Dov'è la solita te stessa? 「いつもの自分はどこにいる?」 - Itsumo no jibun wa doko ni iru? | 22 gennaio 2013  |         |
| 15 | Dopo il Natale il Sakura-sō chiude per alcuni giorni: Sorata torna a casa portando con sé Mashiro, Nanami e Misaki che non possono tornare a casa loro. Quando il gruppo arriva a casa Kanda Yūko è sconvolta nel vedere che il fratello è in compagnia di tre ragazze carine, soprattutto Mashiro che ha individuato come una pretendente a Sorata; la sua opinione verso la ragazza cambia radicalmente quando scopre che è l'autrice del manga di successo che adora. Yūko vorrebbe che Sorata convincesse il padre a mandarla a studiare alla Suimei, ma il ragazzo ha superato — dopo vari fallimenti — un test di ammissione a un concorso per game designer e deve preparare una relazione. Misaki intanto è depressa per quanto è accaduto con Jin; una sera Mashiro le chiede di concentrarsi sulla cosa che Jin ama di lei e di metterla in mostra. La notte di capodanno, dopo che Sorata ha entusiasmato tutti con la sua relazione e convinto il padre a mandare Yūko alla Suimei, Misaki capisce che Jin adora il lato folle di lei quando crea i suoi anime e che vuole realizzare da sola quello di cui Jin le ha scritto la sceneggiatura. Il giorno della partenza dalla stazione di Hakata Yūko saluta il gruppo, convinta di rivederli presto al Sakura-sō. |                  |         |
| 16 | Ti ho sempre amato... 「ずっと，好きでした...」 - Zutto, suki deshita... | 29 gennaio 2013  |         |
| 16 | 7 gennaio: Sorata, prima di affrontare la presentazione, viene a sapere che Yūko ha l'esame di ammissione alla Suimei il 13 febbraio e che lo raggiungerà al Sakura-sō la sera prima. Il suo gioco non verrà prodotto, ma Kazuki Fujisawa si offre di fargli da tutor. Il 14 febbraio si terrà anche il provino di Nanami; la ragazza, per una delle prove, chiede in prestito a Misaki il copione del suo anime. La scelta di Nanami non è casuale, la parte che vuole recitare prevede che la protagonista si dichiari al suo amato che accetta: la ragazza spera che, provando la parte con Sorata, riesca a confessargli il suo amore. Mashiro, vedendo Sorata impegnarsi per aiutare Nanami, sente una strana ansia: quando confida la sua sensazione ad Ayano lei gli consegna una pila di manga shōjo da usare come fonte di ispirazione. Giunge intanto la sera del 12 febbraio, Yūko è al Sakura-sō ed è sconvolta vedendo che il fratello si impegna strenuamente ad aiutare Nanami. L'indomani, quando Yūko parte per il suo test, regala a Sorata del cioccolato davanti a Nanami e Mashiro: la ragazzina, preso in disparte il fratello, lo invita a decidersi a quale delle due dovrà dichiararsi. |                  |         |
| 17 | San Valentino è un giorno per il cioccolato 「バレンタインはチョコの日よ」 - Barentain wa choko no hi yo | 5 febbraio 2013  |         |
| 17 | Rita giunge al Sakura-sō la mattina di San Valentino per trascorrere la giornata con Ryūnosuke; quando tutti lasciano il dormitorio cerca di vedere il ragazzo che, per sfuggirle, si rifugia in bagno. In classe Sorata riceve un messaggio da Mashiro: la ragazza lo attende al termine delle lezioni sul tetto dell'edificio. Finita la scuola Nanami parte per l'audizione, mentre Sorata deve rimandare l'incontro con Mashiro a causa del suo turno di pulizie. Quando Sorata sta per incontrare Mashiro riceve una telefonata: Nanami è disperata perché i treni sono bloccati e non può tenere la sua audizione. Il ragazzo si procura una bicicletta e con difficoltà accompagna Nanami; durante il tragitto i due provano nuovamente la parte del copione di Misaki e Nanami, al momento di dire le parole "Ti ho sempre amato", aggiunge un sentito "Ti amo!" che sconvolge lei e Sorata. Dopo aver accompagnato Nanami Sorata si precipita a scuola: Mashiro è sul tetto che lo attende per donargli del cioccolato. La giornata però ha portato anche delle delusioni: Misaki non è riuscita a dare la sua cioccolata a Jin, e Rita è ripartita per l'Inghilterra senza vedere Ryūnosuke al quale lascia un romantico biglietto. |                  |         |
| 18 | L'amore per un'aliena 「宇宙人に初恋」 - Uchūjin ni hatsukoi | 12 febbraio 2013 |         |
| 18 | Jin — che dalla vigilia di Natale alloggia da Sōichirō Tatebayashi — è stato ammesso all'Università di Osaka; per lui rimangono poche settimane prima di lasciare Tokyo. Sorata deve andare alla Suimei per vedere se Yūko è stata ammessa; Nanami si offre di accompagnarlo sperando di rimanere sola con lui ma all'ultimo momento Mashiro si aggrega a loro. A scuola il gruppo incontra Sōichirō insieme a Saori Himemiya: Jin è a scuola, e i ragazzi pensano di farlo incontrare con Misaki. Mentre Sorata e Mashiro tentano di bloccare Jin Nanami si precipita al Sakura-sō per prendere Misaki. Jin e Misaki, però, sembra che non abbiano intenzione di vedersi; mentre Sorata ha un duro scontro con l'amico Nanami, con forza, porta con sé Misaki. Jin e Misaki, finalmente, si chiariscono: lui era andato via per prepararsi al meglio e aveva rifiutato di mettersi con Misaki perché credeva di non essere bravo come sceneggiatore, mentre lei era convinta che Jin amasse Fūka. Mentre Jin chiede a Misaki di attenderlo quattro anni (il tempo per laurearsi) mette al dito della ragazza un anello. Misaki è felice e, con le lacrime agli occhi, dice che lo attenderà. Quando il gruppo rientra al Sakura-sō Chihiro comunica a tutti che il dormitorio sarà demolito alla fine dell'anno scolastico in corso. |                  |         |
| 19 | Casa è dove è Sakura-sō 「住めば都のさくら荘」 - Sumeba miyako no Sakura-sō | 19 febbraio 2013 |         |
| 19 | Dopo che Chihiro ha spiegato che i ragazzi ad aprile dovranno trasferirsi nei dormitori ufficiali della Suimei cala il gelo sul Sakura-sō. Jin e Misaki parlano tra sé: loro avrebbero lasciato comunque il dormitorio perché stanno per diplomarsi, ma Jin propone di aiutare i ragazzi per quello che hanno fatto per loro. Mashiro, scossa all'idea di lasciare il dormitorio, è in camera di Sorata; mentre gioca con un gatto trova la fotografia scattata quando il ragazzo arrivò al Sakura-sō. Sorata ricorda gli eventi vissuti un anno e mezzo prima: l'arrivo al Sakura-sō, il primo incontro con gli altri inquilini — Misaki nascosta dentro l'armadio per fargli un assalto, Ryūnosuke apparso dal nulla come uno spettro e Jin che mostra subito la sua fama di casanova — e lo strano modo di gestire il dormitorio. Sorata e Mashiro scendono in soggiorno: mentre il ragazzo dice che il Sakura-sō è un po' acciaccato ma pieno di ricordi belli Nanami si aggiunge a loro dicendo che anche lei è molto legata al dormitorio. Quando arrivano anche Jin, Misaki e Ryūnosuke i ragazzi si promettono di impegnarsi per salvare il Sakura-sō. |                  |         |
| 20 | Così potremo chiamarla casa 「この先もただいまを言うために」 - Konosaki mo tadaima o iu tame ni | 26 febbraio 2013 |         |
| 20 | Ryūnosuke scopre il piano che sta dietro alla demolizione del Sakura-sō: il consiglio scolastico ritiene che Mashiro, con la sua presenza al dormitorio, stia screditando la Suimei dedicandosi ai manga invece che alla pittura. Per loro esistono solo due possibilità: o Mashiro lascia il Sakura-sō o abbatteranno il dormitorio. Nanami organizza una petizione per chiedere che il Sakura-sō non venga abbattuto, ma il compito è duro perché dovranno firmarla tutti gli studenti della Suimei. Tutti gli inquilini del Sakura-sō (tranne Ryūnosuke) si impegnano a raccogliere le firme, ma i risultati non sono esaltanti e il tempo stringe. Intanto Nanami — che ha capito che dovrà lasciare il Sakura-sō in ogni caso — scopre di non aver superato il test di ammissione alla scuola di doppiaggio; la ragazza è abbattuta, ma promette di non lasciarsi andare fino alla fine dell'anno scolastico. Rita, dopo aver parlato con Maid-chan, convince Ryūnosuke a dare una mano con la petizione. Mentre Sorata controlla quante firme sono state raccolte Mashiro gli confida di amare il Sakura-sō e che farà di tutto per proteggerlo. |                  |         |
| 21 | Nessuno è colpevole della pioggia 「誰のせいでもなく雨は降る」 - Dare no sei de mo naku ame wa furu | 5 marzo 2013     |         |
| 21 | 7 marzo, ultimo giorno per la petizione prima della fine dell'anno scolastico: nonostante gli sforzi di Sorata e degli altri ragazzi rimangono da raccogliere moltissime firme. Sorata accompagna Nanami in infermeria — la ragazza si era bloccata in lacrime in classe — e Kazuki lo informa che il suo progetto per un videogioco, anche se valido, è stato scartato. Sorata vede che Nanami è nel cortile sotto una pioggia torrenziale e la raggiunge; la ragazza gli confida che pensa di aver sprecato due anni perché non è riuscita a fare quello che amava. Quando Sorata le dice che deve essere orgogliosa per essersi impegnata al massimo Nanami scoppia a piangere disperata. La ragazza rientra in infermeria per riposare un po'; anche Sorata si addormenta e, quando si sveglia, scopre che è tardi per tentare di raccogliere altre firme. Sorata è abbattuto; una volta al dormitorio il ragazzo scopre che a Mashiro è stato offerto un lavoro alla ditta che doveva produrre il suo gioco. Mashiro capisce che se lei se ne andasse ci sarebbe la possibilità di salvare il Sakura-sō: nel cuore della notte la ragazza, con la valigia in mano, abbandona il dormitorio. |                  |         |
| 22 | Precipitare da quei giorni brillanti 「きらめく日々を駆け抜けろ」 - Kirameku hibi o kakenukero | 12 marzo 2013    |         |
| 22 | Mentre Misaki e Jin si preparano per la cerimonia del diploma, Sorata scopre che Mashiro se n'è andata. I ragazzi giungono nell'aula d'arte della Suimei dove trovano lo zaino di Mashiro e un quadro da lei dipinto raffigurante il Sakura-sō con tutti i suoi occupanti, tra i quali lei non è presente. Il gruppo si divide per cercare Mashiro: Jin e Misaki si occupano della scuola, Sorata e Nanami vanno verso la stazione e Ryūnosuke torna al dormitorio. Nanami tenta nuovamente di dichiarare il suo amore a Sorata ma rinuncia quando si accorge che lui prova qualcosa per Mashiro. Alla stazione Sorata vede che Mashiro è nei pressi di un binario, pronta a salire su un treno in arrivo; Mashiro crede che Sorata la odi ma il ragazzo, dal lato opposto del binario, grida di amarla. Il treno in fermata copre le parole di Sorata; quando il convoglio riparte la ragazza non c'è più. Sorata è sgomento, ma dal sovrappassaggio che permette di attraversare il binario spunta Mashiro che, in lacrime, grida che vuole rimanere con lui. Anche Nanami è contenta che Mashiro non sia partita e, insieme a Sorata, le spiegano che la cosa che rende importante il Sakura-sō non è l'edificio, ma l'amicizia che lega le persone che lo abitano. |                  |         |
| 23 | Cerimonia di diploma 「卒業式」 - Sotsugyōshiki | 19 marzo 2013    |         |
| 23 | Sorata, Mashiro e Nanami prendono posto per assistere alla cerimonia di diploma. Dopo il discorso introduttivo di uno studente delle classi inferiori, Chihiro chiama sul palco Misaki per il saluto dei diplomandi. La ragazza, dopo aver spiegato perché ha scelto la Suimei — secondo il suo professore delle medie era la scuola adatta dove trovare persone con cui fare amicizia — ripercorre i momenti della sua vita scolastica. Misaki inizia a parlare del Sakura-sō, dove si è trasferita una settimana dopo essere entrata alla Suimei e del suo desiderio di vederlo pieno di amici con i quali vivere felici. Dopo aver ringraziato Nanami, Mashiro e Sorata — che si commuovono per le parole della loro senpai — dice che il consiglio scolastico ha intenzione di abbattere il Sakura-sō e, piangendo a dirotto, chiede a tutti di salvare il dormitorio. Chihiro, vedendo che il pubblico si è emozionato alle parole di Misaki, chiede di votare per decidere se il Sakura-sō debba essere demolito; tutti gli studenti, nel tripudio generale, si dichiarano contrari all'abbattimento del dormitorio. Il voto dell'assemblea, seppur contestato dagli insegnanti, porta agli inquilini del Sakura-sō un risultato migliore di quello ottenuto con la petizione e il dormitorio non verrà demolito. |                  |         |
| 24 | Benvenuti al Sakura-sō 「さくら荘へようこそ」 - Sakura-sō e yōkoso | 26 marzo 2013    |         |
| 24 | Dopo la cerimonia di diploma il Sakura-sō si svuota: Rita torna in Inghilterra, Misaki si trasferisce in un appartamento, Jin e Nanami partono per Osaka. Alla stazione Jin consegna a Misaki, quale prova del suo amore per lei, l'atto di matrimonio che gli aveva fatto avere dopo il festival scolastico. Mashiro e Sorata sono soli al Sakura-sō; la ragazza cade tentando di appendere il quadro raffigurante il dormitorio — dove ora c'è anche lei — e quando Sorata accorre per aiutarla gli chiede di baciarla. Il ragazzo è imbarazzato ma decide di accontentarla; mentre sta per baciarla viene interrotto dalla gatta Hikaru che gli salta addosso come se fosse gelosa. Il nuovo anno scolastico vede la rinascita del dormitorio: Nanami ha convinto il padre a farle tentare la carriera di doppiatrice, due studenti del primo anno si trasferiscono al Sakura-sō e Yūko è stata ammessa alla Suimei — Sorata, controllando i risultati, cercava un numero errato — e alloggerà anche lei al dormitorio. Mentre tutti festeggiano l'arrivo dei nuovi inquilini si presenta la nuova vicina: è Misaki che, dopo aver registrato l'atto di matrimonio, ha affittato un appartamento accanto al Sakura-sō. Mashiro aggiunge al quadro i nuovi inquilini, tra i quali c'è anche Yūko per la quale aveva detto di non avere posto per disegnarla; il Sakura-sō torna così ad essere pieno di gioia come desiderato da Misaki e dagli altri inquilini. |                  |         |